# Development hell
Development hell (lett. "inferno di sviluppo") è un'espressione gergale usata nell'industria della comunicazione per indicare prodotti di intrattenimento, compresi programmi per computer, rimasti per lungo tempo in fase di sviluppo, la cui pubblicazione è stata rimandata di anni se non cancellata. Nell'industria cinematografica il termine viene usato per indicare progetti rimasti allo stato embrionale per molto tempo, e la cui produzione, se riavviata, chiede una completa rivisitazione di trama e caratteri generali.

## Nel cinema
Nel cinema il termine è utilizzato per indicare progetti cinematografici che sono stati annullati dopo alcuni anni di sviluppo e pre-produzione, o prodotti con un ritardo esagerato. Tra i titoli che rientrano in questa categoria, si citano L'uomo che uccise Don Chisciotte, Atuk, Halo: il film, Spawn 2, Deadpool, Napoleon, Army of the Dead e tantissimi altri ancora. I motivi per cui un film entra in "development hell" sono molteplici, ma il più delle volte riguardano problemi concernenti regia e rimaneggiamento della sceneggiatura; non è raro che trasposizioni annunciate di romanzi e videogiochi vengano annullate o rinviate a data da destinarsi dopo un lungo periodo di stallo. Talvolta questo status si attiva quando il soggetto non trova accoglimento negli studi cinematografici, o la sua produzione non è considerata sufficientemente promettente da consentirne l'uscita sul grande schermo; in rari casi si parla quindi di direct-to-video.
Un caso che potrebbe essere incluso è il sequel di Balle Spaziali di Mel Brooks, citato/promesso nei titoli di coda ma mai realizzato: vista la goliardia del regista non è detto che invece a quell'epoca (1987) volesse essere un altro esempio di citazione satirica ai film del genere. Da poche settimane il tanto agognato sequel è stato annunciato a sorpresa dal regista 99enne.

## Nell'informatica
Nell'ambito dell'informatica, generalmente viene usato il neologismo Vaporware, che sta a indicare programmi e/o software la cui produzione è stata annullata.